# Giustino (Händel)
Giustino ("Justin", HWV 37) è un'opera lirica di Georg Friedrich Händel su un libretto anonimo, rivisto da Nicolò Beregan e Pietro Pariati. La prima rappresentazione dell'opera avvenne al Royal Opera House, Covent Garden a Londra, il 16 febbraio 1737 diretta dal compositore con Domenico Annibali, Gioacchino Conti ed Anna Maria Strada.

L'opera di Haendel si rifà all'omonima opera di Vivaldi, seguendo lo stesso libretto, ma eliminando il personaggio di Andronico-Flavia e rivisitandolo.

## Ruoli

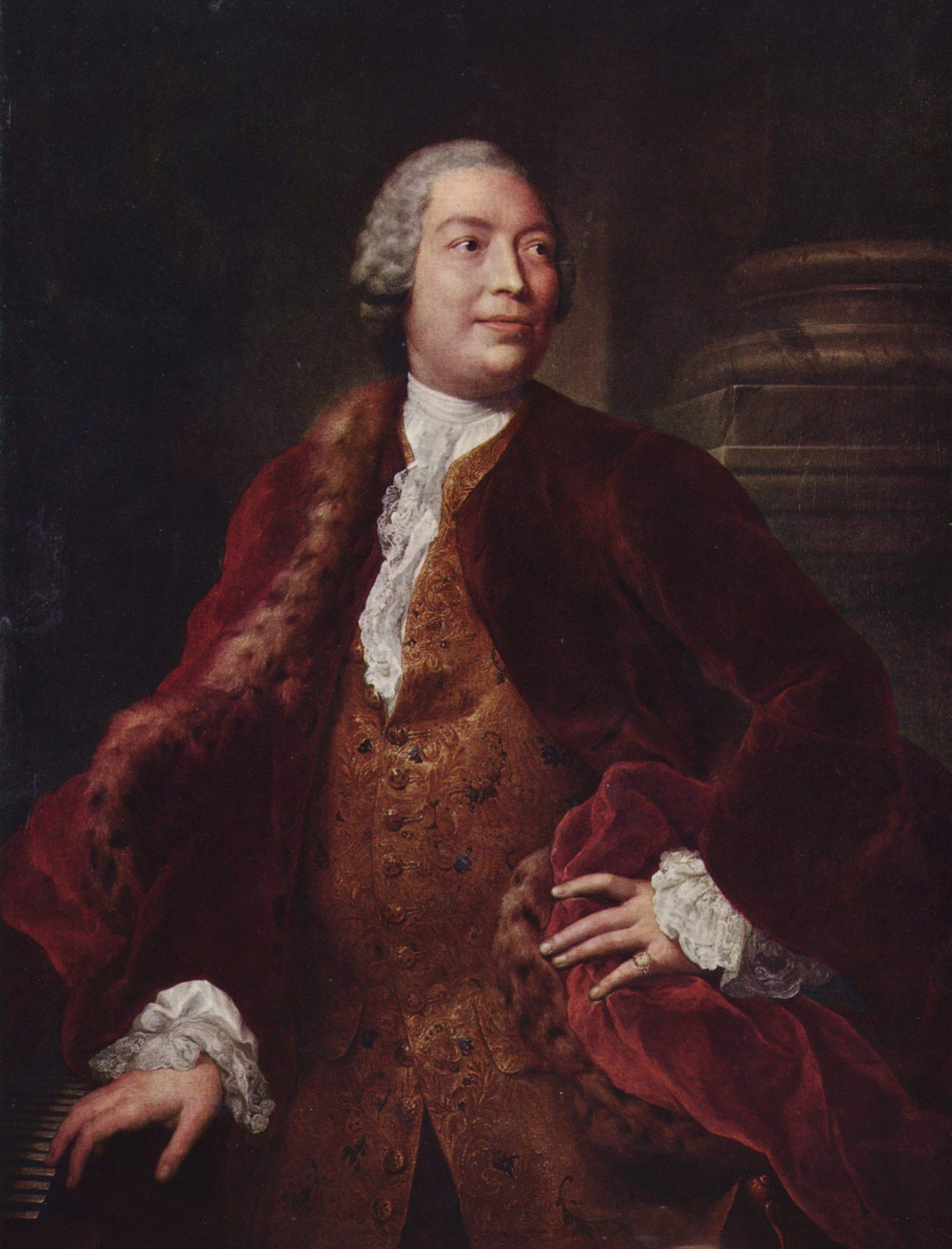
Domenico Annibali, creatore del personaggio di Giustino.

| Ruolo                                | Voce               | Cast della prima, 16 febbraio 1737 |
| ------------------------------------ | ------------------ | ---------------------------------- |
| Giustino                             | contralto castrato | Domenico Annibali                  |
| Anastasio, imperatore                | soprano castrato   | Gioacchino Conti ("Gizziello")     |
| Arianna, sposa dell'imperatore       | soprano            | Anna Maria Strada del Pò           |
| Leocasta, sorella dell'imperatore    | contralto          | Francesca Bertolli                 |
| Amanzio, consigliere dell'imperatore | contralto          | Maria Caterina Negri               |
| Vitaliano, nemico dell'imperatore    | tenore             | John Beard                         |
| Polidarte, ambasciatore di Vitaliano | basso              | Henry Reinhold                     |
| La Fortuna                           | voce bianca        | William Savage                     |

## Trama

### Atto I
Durante i festeggiamenti per il matrimonio tra Arianna e Anastasio, Amanzio consiglia all'imperatore di smetterla di pensare all'amore. Infatti il nemico Vitaliano sta avanzando. In quel momento entra l'ambasciatore da parte Vitaliano, Polidarte, che comunica le condizioni di pace: la guerra cesserà se Anastasio concederà al nemico Arianna. Anastasio ovviamente si adira, e parte contro il nemico, dicendo addio alla moglie; ma Arianna, innamorata troppo del marito, decide di seguirlo nell'esercito.

In un campo, il pastore Giustino è insoddisfatto del suo ruolo, e vorrebbe mostrare il suo valore. Mentre si addormenta, compare su un carro alato la Fortuna che gli preannuncia ricchezze e onori. Appena si sveglia soccorre una ragazza, Leocasta, e la salva dall'orso che la inseguiva. Leocasta lo ringrazia e rivela di essere sorella dell'imperatore, e conduce il pastore al cospetto di Anastasio. Anastasio tuttavia è triste perché ha saputo che Arianna è stata catturata. Giustino si offre di liberarla.

Vitaliano intanto, ammaliato da Arianna, le offre il regno in cambio della salvezza, ma lei rifiuta, ancora fedele al marito.

### Atto II
Arianna viene legata su una rupe, lasciata in balia di un mostro che vuole divorarla. Giustino arriva e riesce a salvarla, e la riporta da Anastasio. Leocasta manifesta in un'aria il suo amore impossibile verso Giustino (Sventurata navicella).

Vitaliano è caduto prigioniero di Anastasio, che ricopre di onori Giustino, suscitando l'ira di Amanzio, che giura vendetta. Vitaliano viene condotto ai piedi di Arianna, alla quale, prima di morire, chiede di rivolgergli uno sguardo amoroso. Arianna rifiuta sdegnata e Vitaliano viene condotto via.

### Atto III
Vitaliano riesce ad evadere dalla sua prigione, e giura vendetta.

Amanzio manifesta la sua invidia nei confronti di Giustino all'imperatore Anastasio, al quale dona una cintura. L'imperatore accetta il dono, che regala all'imperatrice. Arianna, a sua volta, dona la cintura a Giustino, per ringraziarlo. Amanzio assiste a questa scena e rivela tutto all'imperatore. Anastasio condanna a morte Giustino, che protesta la sua fedeltà. Leocasta si infuria per il tradimento di Giustino ma sente di amarlo ancora, e lo libera dalla sua prigione.

Giustino si addormenta in un paesaggio montuoso, e viene raggiunto da Vitaliano, deciso ad eliminarlo. Ma in quel momento la terra trema, e il fantasma del padre di Vitaliano gli ordina di non ucciderlo, dato che Giustino è suo fratello. Giustino si sveglia e scopre la sua parentela regale, e col fratello mette in atto il piano per rovesciare il vile Amanzio.

Amanzio infatti ha preso potere e ha fatto catturare Anastasio, Arianna e Leocasta. Mentre l'usurpatore si gode il trono, entrano Giustino, Vitaliano con Polidarte e i suoi armati che lo bloccano. Amanzio viene imprigionato, e Anastasio torna sul trono, ringraziando Giustino. Perdona Vitaliano e concede a Giustino il trono come co-imperatore e la mano di Leocasta. L'opera si conclude nel tripudio generale.

## Struttura dell'opera
- Ouverture

### Atto I
- Coro - Viva Augusto, eterno impero!
- Aria (Anastasio) - Un vostro sguardo, o luci arciere
- Aria (Arianna) - Da' tuoi begli occhi impara
- Aria (Giustino) - Può ben nascer tra li boschi
- Aria (Giustino) - Bel ristoro de' mortali
- Arioso e Recitativo (Fortuna) - Corri, vola, a' tuoi trofei
- Coro - Corri, vola, a' tuoi trofei
- Recitativo e Aria (Giustino) - Chi mi chiama alla gloria? - Se parla nel mio cor
- Aria (Leocasta) - Nacque nel bosco, nacque al prato
- Sinfonia
- Aria (Amanzio) - È virtute in sin la frode
- Aria (Leocasta) - Alloo ch'io forte avrò
- Aria (Anastasio) - Non si vanti un'alma audace
- Arioso (Vitaliano) - All'armi, o guerrieri!
- Aria (Vitaliano) - Vanne, vanne, sì, superba, va'
- Aria (Arianna) - Mio dolce amato sposo

### Atto II
- Sinfonia
- Aria (Polidarte) - Ritrosa bellezza, o poco s'apprezza
- Sinfonia
- Duetto (Arianna, Anastasio) - Mia dolce speme! mio caro bene
- Coro - Per voi soave e bella
- Aria (Leocasta) - Sventurata navicella
- Arioso (Anastasio) - Verdi lauri, cingetemi il crine
- Aria (Giustino) - Sull'altar di questo Nume
- Aria (Arianna) - Quel torrente che s'innalza

### Atto III
- Sinfonia
- Aria (Anastasio) - O fiero e rio sospetto
- Aria (Vitaliano) - Il piacer della vendetta
- Aria (Giustino) - Zeffiretto, che scorre nel prato
- Aria (Anastasio) - Di Re sdegnato l'ira tremenda
- Aria (Arianna) - Il mio cor già più non sa
- Aria (Leocasta) - Augelletti garruletti
- Aria (Amanzio) - Dall'occaso in oriente
- Recitativo e Aria (Giustino) - Fortuna! m'hai tradita! - Trattien l'acciar!
- Aria (Giustino) - Sollevar il mondo oppresso
- Arioso (Amanzio) - Or che cinto ho il crin d'alloro
- Sinfonia
- Aria (Arianna) - Ti rendo questo cor
- Coro
  - Solo - In braccio a te la calma del cor
  - Tutti - Siam lieti in questo giorno